# Александър Микулин
Александър Микулин е руски и съветски учен, конструктор, специалист в областта на авиационните двигатели. Академик на АН на СССР, главен конструктор в Централния институт по авиационно машиностроене, Герой на социалистическия труд.
Той създава първият съветски самолетен двигател с вътрешно горене и водно охлаждане АМ-34 и АМ-3 – турбореактивния двигател за първия съветски реактивен пътнически самолет Ту-104.

## Биография
Александър Микулин е роден на 14 февруари 1895 г. в град Владимир. Постъпва в Киевския политехнически институт през 1912 г., където слуша лекции на Николай Жуковски, който му е роднина. Поради недостиг на средства не успява да завърши и започва работа в Руско-балтийския вагонен завод в Рига, където се опитват да построят първите руски авиационни двигатели. През 1914 г. става студент в МВТУ, където завършва през 1921 г.
През 1915 г. заедно с Жуковски участва в разработката на проект за огромен танк наречен Цар-танк, а по-късно през 1918 – 1919 г. глисери и аерошейни.
През 1935 – 1955 г. преподава в МВТУ и ВВИА. В началото на 1930-те години под ръководството на Микулин е създаден първият съветски авиационен двигател с водно охлаждане М-34, на базата на който са построени редица двигатели с различна мощност и предназначение.
С двигателите от типа АМ-34 са съоръжавани самолетите АНТ-25, ТБ-3 и много други самолети. Двигателят АМ-35А е монтиран на изтребителите МиГ-1, МиГ-3, бомбардировачите ТБ-7 (Пе-8).
По време на Втората световна война по инициатива на Микулин и под негово ръководство се създават форсираните двигатели АМ-38Ф и АМ-42, използвани основно за щурмовите самолети Ил-2 и Ил-10. Ил-2 е най-масово произвежданият самолет през войната с над 36 хиляди броя. Успехът му като щурмови самолет се дължи и на факта, че успешно е осигурена необходимата мощност за тежката бронирана машина с двама души екипаж и сериозно въоръжение. В 1943 – 1955 години Микулин е главен конструктор на авиомоторен завод № 300.
Под негово ръководство са създадени редица турбореактивни двигатели с различна тяга за самолетите Ту-16 и Ту-104). Участва и в създаването на турбокомпресор и първото съветско витло с променлива стъпка (наклон).
Александър Микулин умира на 13 май 1985 г. в Москва.

## Отражение в литературата
Микулин (като „Алексей Бережков“) е главен герой в романа на Александър Бек Талант (Животът на Бережков), издаден през 1956 г.

## Алтернативна медицина
След прекаран инфаркт Микулин разработва своя оригинална система за укрепване на организма, която успешно прилага на себе си и която описва в книгата „Активно дълголетие“. В тази система той използва виброгимнастика, самомасаж, термомасаж, йонизиране на въздуха и други. Тази система е критикувана от представителите на класическата медицина. Книгата „Активно дълголетие (Моята система за борба със старостта)“ е издадена на български през 1978 г. от издателство „Медицина и Физкултура“ София с предговор от А. Микулин.